# Langasandur
Langasandur (danska: Langesand) är en by på Färöarna, belägen vid Sundini på Streymoys nordostkust. Langasandur tillhör Sunda kommun och grundades som en niðursetubygd 1838. Vid folkräkningen 2015 hade Langasandur 39 invånare.

## Befolkningsutveckling
| Befolkningsutvecklingen i Langasandur 1985–2015 | Befolkningsutvecklingen i Langasandur 1985–2015 | Befolkningsutvecklingen i Langasandur 1985–2015 | Befolkningsutvecklingen i Langasandur 1985–2015 | Befolkningsutvecklingen i Langasandur 1985–2015 |
| ----------------------------------------------- | ----------------------------------------------- | ----------------------------------------------- | ----------------------------------------------- | ----------------------------------------------- |
|                                                 |                                                 |                                                 |                                                 |                                                 |
| År                                              |                                                 |                                                 | Folkmängd                                       |                                                 |
| 1985                                            | 1985                                            |                                                 | 33                                              |                                                 |
| 1990                                            | 1990                                            |                                                 | 33                                              |                                                 |
| 1995                                            | 1995                                            |                                                 | 32                                              |                                                 |
| 2000                                            | 2000                                            |                                                 | 31                                              |                                                 |
| 2005                                            | 2005                                            |                                                 | 30                                              |                                                 |
| 2010                                            | 2010                                            |                                                 | 44                                              |                                                 |
| 2015                                            | 2015                                            |                                                 | 39                                              |                                                 |
|                                                 |                                                 |                                                 |                                                 |                                                 |